# Universitatea din Wrocław
Universitatea din Wrocław este una dintre cele mai vechi instituții de învățământ superior de stat din Polonia.

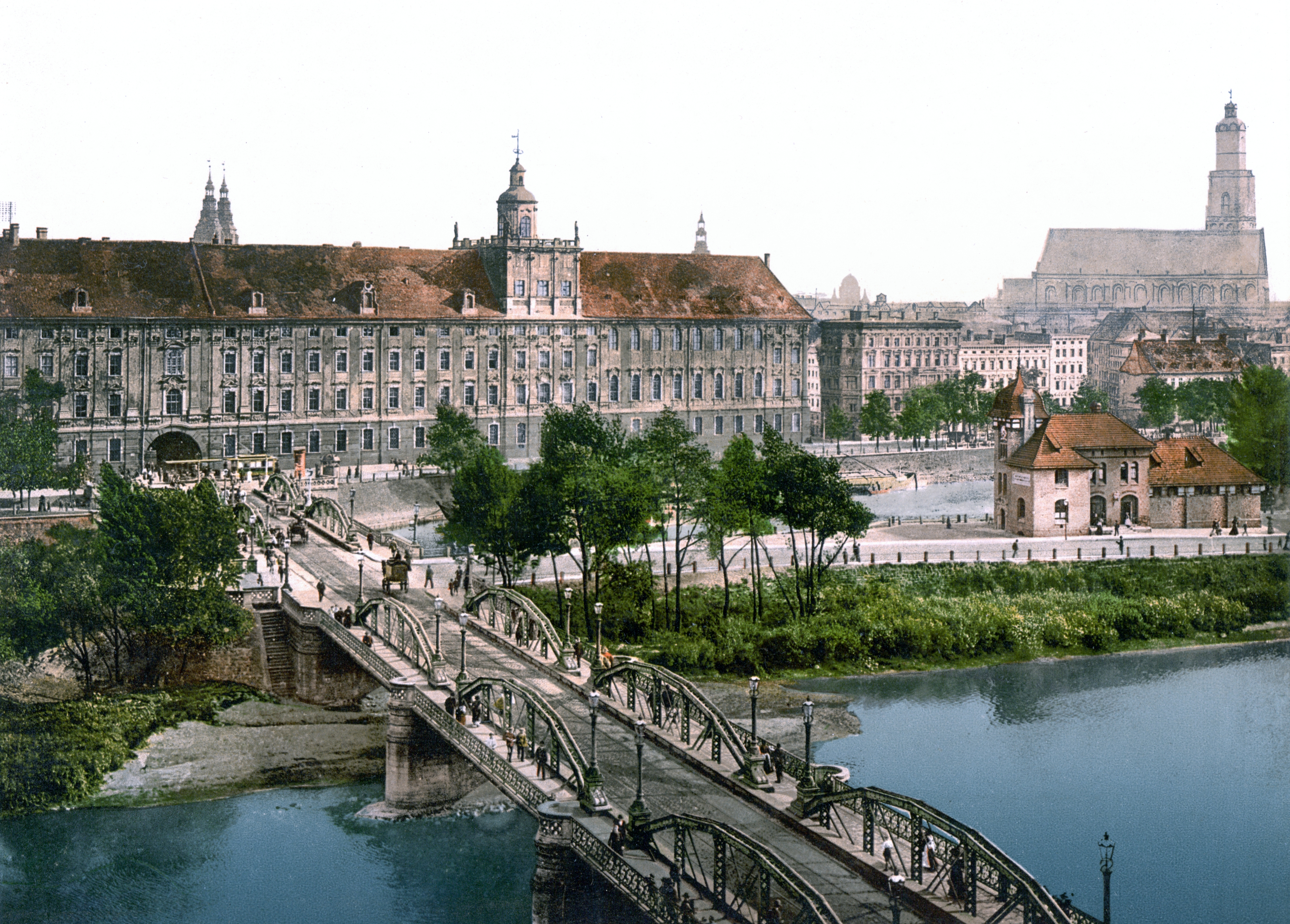
Universitatea în secolul XIX

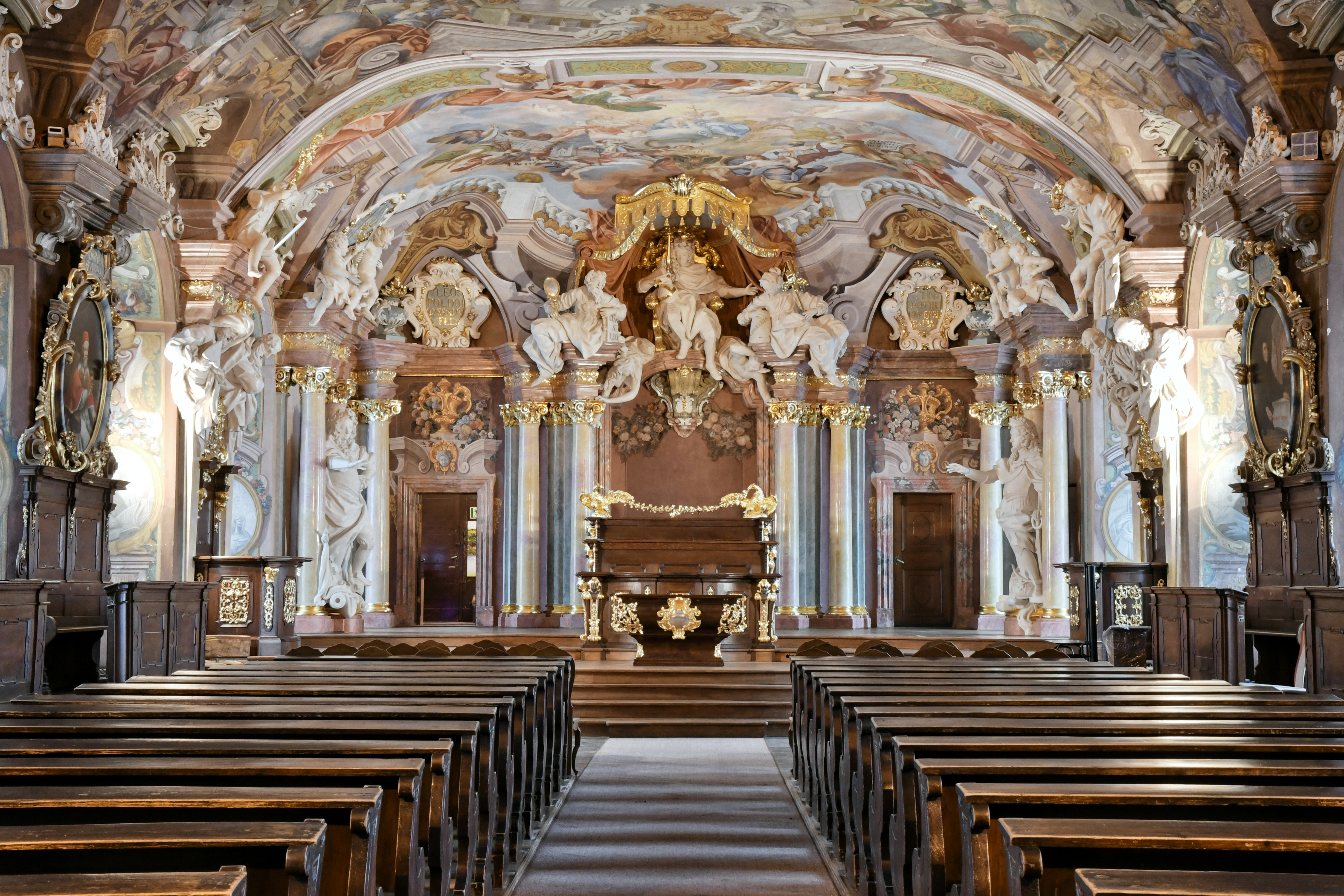
Aula Leopoldina

## Rectori
1. 1945–1951: prof. dr hab. Stanisław Kulczyński – biolog, botanic
2. 1951–1953: prof. dr hab. Jan Mydlarski – antropolog
3. 1953–1957: prof. dr hab. Edward Marczewski – matematician
4. 1957–1959: prof. dr hab. Kazimierz Szarski – zoolog
5. 1959–1962: prof. dr hab. Witold Świda – jurist
6. 1962–1968: prof. dr hab. Alfred Jahn – geograf, geomorfolog
7. 1968–1971: prof. dr hab. Włodzimierz Berutowicz – jurist
8. 1971–1975: prof. dr hab. Marian Orzechowski – istoric
9. 1975–1981: prof. dr hab. Kazimierz Urbanik – matematician
10. 1981–1982: prof. dr hab. Józef Łukaszewicz – matematician
11. 1982–1984: prof. dr hab. Henryk Ratajczak – chimist
12. 1984–1987: prof. dr hab. Jan Mozrzymas – fizician teoretic
13. 1987–1990: prof. dr hab. Mieczysław Klimowicz – istoric literar
14. 1990–1995: prof. dr hab. Wojciech Wrzesiński – istoric
15. 1995–1999: prof. dr hab. Roman Duda – matematician
16. 1999–2002: prof. dr hab. Romuald Gelles – istoric, politolog
17. 2002–2005: prof. dr hab. Zdzisław Latajka – chimist
18. 2005–2008: prof. dr hab. Leszek Pacholski – informatician
19. 2008–2016: prof. dr hab. Marek Bojarski – jurist
20. din 2016: prof. dr hab. Adam Jezierski – chimist

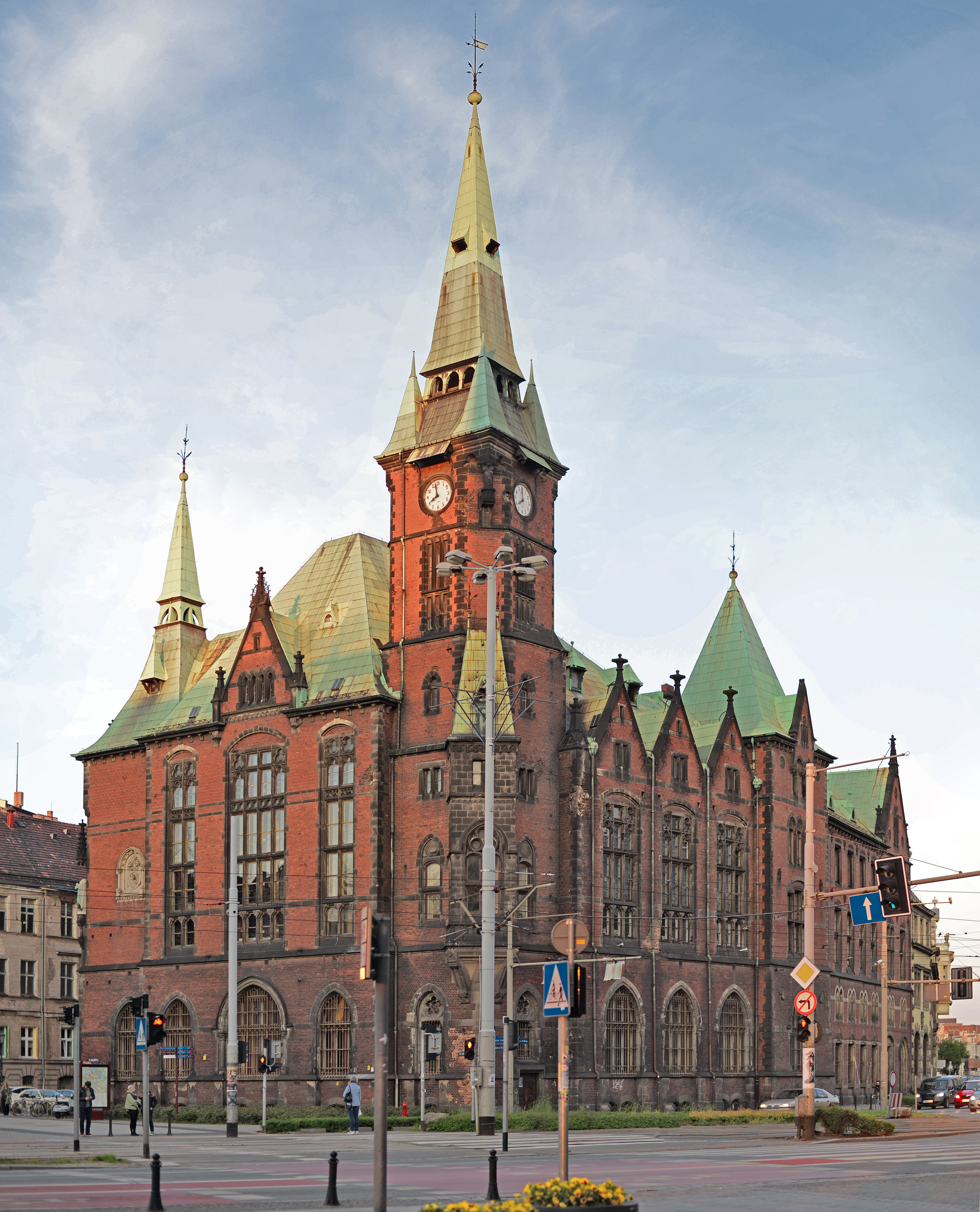
Biblioteca principală a Universității din Wrocław

## Domenii de educație
În prezent, Universitatea din Wrocław oferă studii în următoarele domenii: 
| - administrare - arheologie - astronomie - securitate națională - biologie - biotehnologie - chimie - diplomație europeană - jurnalism și comunicare socială - economie - etnologie - studii europene - filologie engleză - filologie cehă - romanistică | - germanistică - filologie spaniolă - filologie indiană și cultura Indiei - filologie clasică și cultura Mării Mediterane - filologie olandeză - Polonistică - filologie rusă - filologie serbă și croată - filologie ucraineană - filozofie - fizică - geografie - geologie - istorie - istoria artei | - informatică - matematică - științe umaniste - muzicologie - protecția mediului - pedagogie - politologie - drept - psihologie - sociologie - relații internaționale |

## Premii Nobel
Studenți sau profesori de la Universitatea din Wrocław, laureați ai premiului Nobel:
- Theodor Mommsen – 1902, literatură
- Philipp Lenard – 1905, fizică
- Eduard Buchner – 1907, chimie
- Paul Ehrlich – 1908, medicină
- Fritz Haber – 1918, chimie
- Friedrich Bergius – 1931, chimie
- Erwin Schrödinger – 1933, fizică
- Otto Stern – 1943, fizică
- Max Born – 1954, fizică
- Hans Georg Dehmelt – 1989, fizică